# Cent Mille Dollars au soleil
Pour les articles homonymes, voir 100 000.
Pour plus de détails, voir Fiche technique et Distribution.
Cent Mille Dollars au soleil est un film franco-italien réalisé par Henri Verneuil, sorti sur les écrans en 1964. Ce film est l'adaptation au cinéma du roman de Claude Veillot Nous n'irons pas en Nigeria.

## Synopsis

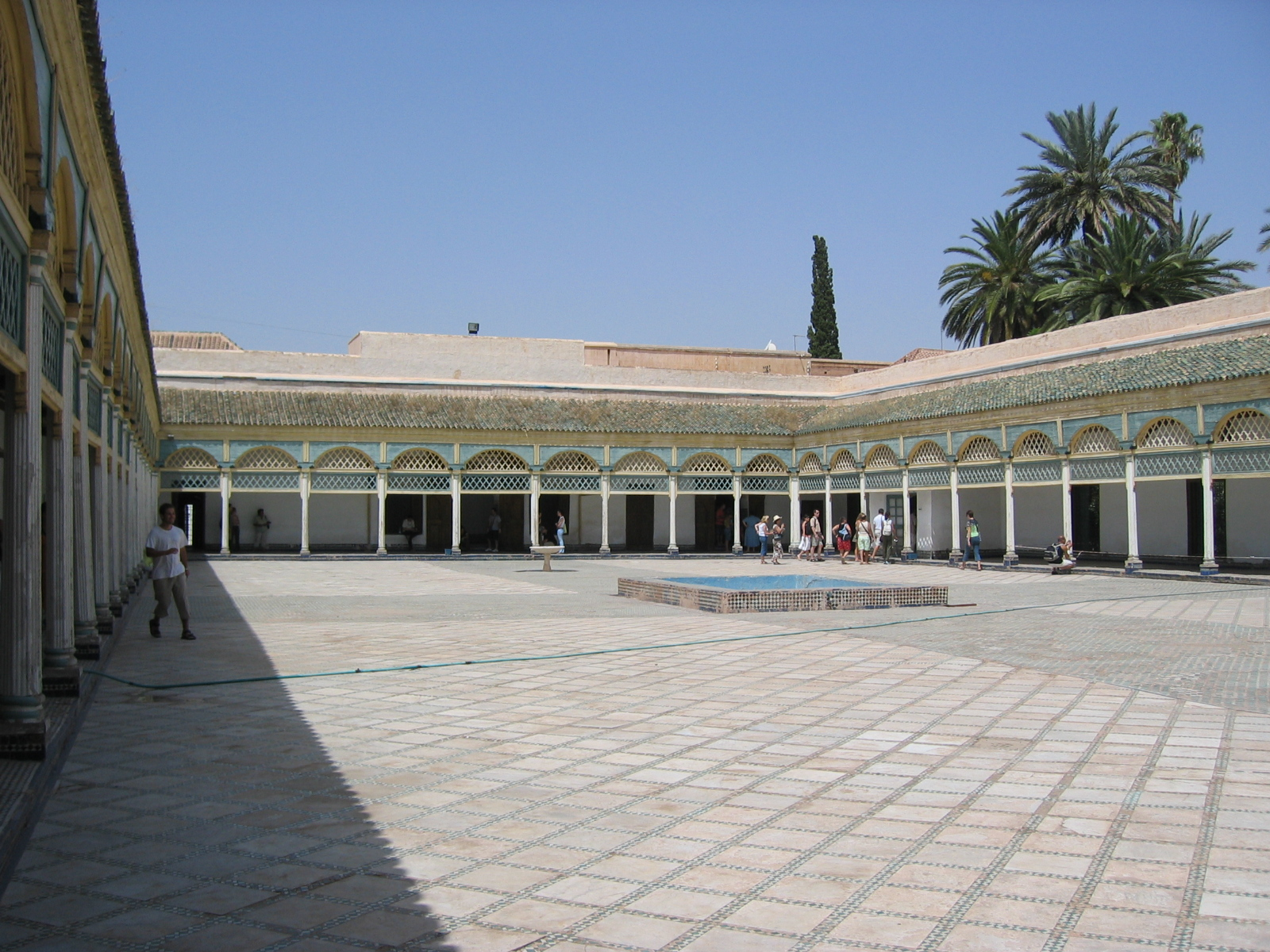
Grande cour du palais de la Bahia à Marrakech où a été tournée la scène finale du film.

Quelque part dans le Sud marocain, et à quelques centaines de kilomètres du Sahara espagnol, au début des années 1960, Castagliano, qui est un patron aux méthodes douteuses et surnommé « la Betterave » à cause de son diabète, dirige d'une main de fer une entreprise de transport routier dont il exploite les employés. Il engage John Steiner, un routier « mexicain » soi-disant né à Saltillo, pour conduire sur 2 000 km vers le sud un tracteur routier Berliet TLM 10 M2 rouge flambant neuf, tirant une semi-remorque prétendument seulement chargée de sacs de ciment, direction Moussorah. Pendant une conversation téléphonique entre Castagliano et son client, on apprend qu'il a engagé Steiner la veille pour qu'il en sache le moins possible sur ce camion.
Cet ensemble routier suscite la jalousie de tous les chauffeurs expérimentés, mais le chargement, lui, attire la convoitise de Rocco, considéré comme un excellent camionneur. Lors d'une soirée arrosée entre chauffeurs, il réussit à duper Steiner et à partir à sa place, à l'aube, au volant du Berliet ; il récupère en sortant de la ville une jeune femme surnommée « Pepa ». Découvrant le vol à l'arrivée de Steiner au garage, et sorti de ses gonds, Castagliano renvoie violemment celui-ci et Ali, le mécanicien complice bien malgré lui de la duperie, puis lance Hervé Marec, dit « le Plouc », à la poursuite de Rocco, en échange d'une prime substantielle. Il refuse d'appeler la police pour cette affaire par principe ; Marec, quant à lui, comprend qu'il s'agit plutôt du contenu du camion et non des « principes » de Castagliano.
Peu après avoir quitté l'entreprise de transport, Steiner parvient à se faire prendre à bord par Marec, en lui proposant de se relayer pour la conduite de « son » camion. Marec accepte et congédie Ali, qui l'accompagnait. Même si Rocco essaie de les retarder en montant contre eux les habitués du relais routier tenu par un certain Halibi, dit « le Sourdingue », le camion de Marec est moins lourd et plus véloce que le sien et se rapproche petit à petit de sa cible. Pourtant, divers aléas de la route les retardent et envoient régulièrement le camion de Marec dans le décor : les mauvais coups de Rocco, le fech-fech… Mitch-Mitch, un autre camionneur toujours plus goguenard, croise à chaque fois opportunément leur chemin au volant de son camion et les tire d'affaire.
Au cours de la poursuite, on découvre que c'est Pepa qui a donné l'idée à Rocco de détourner le chargement, dont celui-ci ignore la nature exacte mais sait qu'il lui sera payé cent mille dollars à la livraison par un mystérieux acheteur. 
Les poursuivants prennent un raccourci par la république du Hijjar, mais une patrouille de police vient contrôler l'identité des chauffeurs. Marec est intrigué par l'hésitation du policier lorsqu'il a affaire à Steiner et par le fait qu'ils cherchent un certain Peter Frocht, qui s'occupait du maintien de l'ordre sous l'ancien gouvernement. À partir de là, Marec se rend compte que son compagnon de route, en plus d'être un chauffeur débutant et peu fiable, est aussi un mercenaire, ancien haut responsable de la dictature récemment renversée et qui lui a enlevé tout ce qu'il avait alors.
Mais à l'inverse, Steiner soupçonne Marec de reprendre à son compte l'idée de Rocco, s'il parvient à mettre la main sur le chargement mystérieux de l'autre camion.
À proximité du but, le camion de Rocco, endommagé par les accidents de terrain et de poursuite, finit par tomber en panne. Il détourne alors le camion de Marec et blesse Steiner qui essayait de s'y opposer, puis les contraint arme à la main à transférer le mystérieux chargement de la semi-remorque dans leur propre camion. On découvre alors qu'il s'agit de lourdes caisses, probablement d'armes, cachées derrière les sacs de ciment. Rocco et Pepa reprennent la route en laissant Steiner et Marec en plein désert. Ce dernier finit par apprendre de la bouche de Steiner qu'en réalité, il est bien Peter Frocht ; il finit par abandonner Frocht/Steiner à son sort, après lui avoir exprimé son plus profond dédain au sujet de ses compétences de chauffeur, ainsi que ses doutes quant à son avenir peu prometteur de mercenaire.
Steiner, qui est désormais seul, s'attable dans le bar d'une ville où il entend par radio que des mouvements révolutionnaires reprennent dans le sud. Il essaye donc de trouver un moyen de s'y rendre afin de reprendre son activité de mercenaire. Marec, quant à lui, tombe par hasard sur Rocco qui est au centre de l'attention des pensionnaires d'une maison close. Les deux hommes sortent pour régler leur différend à coups de poing, mais aucun ne l'emporte et Rocco éclate de rire : il propose alors à Marec la part à deux qu'il lui a précédemment refusée : il déchire la carte grise du Berliet en deux et la lui donne en déclarant que c'est tout ce qu'il reste du véhicule. Pepa s'est en effet envolée avec le camion et sa cargaison. Rocco et Marec finissent par se réconcilier et vont se consoler dans les bras des dames de l'endroit.

## Fiche technique
- Titre : Cent Mille Dollars au soleil (orthographié 100.000 au générique)
- Réalisation : Henri Verneuil
- Directeurs de production : Robert Sussfeld et Irénée Leriche
- Producteur délégué : Alain Poiré
- Scénario : Marcel Jullian et Henri Verneuil, d'après le roman de Claude Veillot Nous n'irons pas en Nigeria (éditions Denoël)
- Adaptation : Michel Audiard, Henri Verneuil et Marcel Jullian
- Assistants réalisateur : Claude Pinoteau, François Rochas et Larbi Ben Chekroum (premier assistant marocain)
- Dialogues : Michel Audiard
- Directeur de la photographie : Marcel Grignon
- Chef Électricien : Marcel Policard[2]
- Opérateur : Charles-Henri Montel, assisté de Maurice Delille
- Musique : Georges Delerue (éditions : Hortensia)
- Décors : Robert Clavel, assisté de Marc Desages
- Son : René Longuet, assisté de Pierre Davoust
- Montage : Claude Durand, assisté de Michèle Boehm
- Procédé : Franscope, noir et blanc
- Laboratoire : GTC - Studios de Boulogne-Billancourt [réf. souhaitée]
- Camions : Berliet
- Production : SNEG (Société nouvelle des établissements Gaumont), Ultra Films, Trianon Films (franco-italienne)
- Enregistrement Westrex Recorder System, société S.O.R [réf. souhaitée]
- Durée : 130 minutes
- Genre : comédie, aventures
- 1re projection : 17 avril 1964

## Distribution
- Jean-Paul Belmondo : Rocco, qui conduit un Berliet TLM 10 M2
- Lino Ventura : Hervé Marec, dit « Le Plouc », au volant d'un Berliet GBC8 6x6 Gazelle (ancien patron d'une entreprise de transports routiers…)
- Bernard Blier : Mitch-Mitch, chauffeur d'un Berliet TBO 15 6×4 HC Turbo
- Andréa Parisy : Pepa, la jeune femme qui voyage avec Rocco
- Gert Fröbe (voix française de Georges Aminel[3]) : Castagliano dit « La Betterave », le directeur de la compagnie de transport du même nom
- Reginald Kernan : Peter Frocht, alias John Steiner, l'ancien mercenaire
- Pierre Mirat : Halibi, le sourdingue, patron du relais routier et station-service du même nom…
- Doudou Babet : Khenouche, le serveur chez Halibi
- Jacky Blanchot : un consommateur chez Halibi
- Anne-Marie Coffinet : Angèle Bameste, la jeune femme un peu trop naïve
- Pierre Collet : un ouvrier chez Castigliano
- Louis Bugette : Orlando, le bistrot
- Henri Lambert : le client chez Orlando
- Christian Brocard : un mécano du « Plouc »
- Marcel Bernier : Marcel, un garagiste chez Castigliano
- Paul Bonifas : le docteur Magnart, ex-professeur à Lyon

## Véhicules utilisés
Lino Ventura conduit un Berliet GBC8 6x6 Gazelle emblématique de la marque, Jean-Paul Belmondo est au volant d'un Berliet TLM 10 M2 et Bernard Blier conduit un Berliet TBO 15.
Les camions utilisés sont de la couleur suivante : rouge pour le GBC8 Gazelle, vert « vosgien » pour le TLM10, bleu foncé pour le TBO15. Mais dans le film tourné en noir et blanc, c'est le TLM10 qui est décrit comme rouge dans les dialogues. Les couleurs seront reprises ainsi dans la version colorisée, afin de coller aux dialogues.

## Autour du film
- Deuxième rencontre entre Jean-Paul Belmondo et Lino Ventura après Classe tous risques, en 1960.
- Deuxième collaboration entre Lino Ventura et le réalisateur Henri Verneuil, après Les lions sont lâchés.
- Troisième collaboration entre Jean-Paul Belmondo et Henri Verneuil, après La Française et l'Amour et Un singe en hiver.
- Verneuil tourne en format 2,35:1, conçu pour faire des plans de grand angle dans le but de filmer l'immensité des espaces du Maroc, lieu de tournage.
- Le film a fait 3 441 118 entrées au box-office.
- Le film fit partie de la sélection officielle au Festival de Cannes 1964 pour la Palme d'or, ce qui provoqua de vives critiques dans la presse française et internationale[5].
- L'histoire racontée par Mitch-mitch avec le « petit ingénieur » devait à l'origine être tournée et faire partie d'une des scènes du début du film, mais par manque de temps Verneuil a préféré que Blier et Belmondo la racontent en anecdote.[réf. nécessaire]
- La scène finale du film confrontant Jean-Paul Belmondo et Lino Ventura a été tournée dans la cour intérieure du palais de la Bahia à Marrakech. On reconnaît également la place Jemaa el-Fna, à l'époque encombrée de voitures. Les poursuites en camion empruntent la route vers Ouarzazate.
- Bien que Gert Fröbe fût doublé par Georges Aminel, il répliquait en français.